# Alicorno
L'Alicorno è uno dei canali artificiali che scorrono all'interno del centro di Padova. 
Nasce dal Bacchiglione, da cui si stacca all'altezza del bastione Alicorno e attraversa Prato della Valle, dove ricambia le acque che scorrono attorno all'Isola Memmia. Il resto del tracciato del canale è prevalentemente tombinato, fino al ricongiungimento con il Canale di Santa Chiara a valle del Ponte Corvo, dove assieme formano il Canale di San Massimo.
Si ritiene che il canale fosse stato originariamente scavato per irrigare gli orti presenti all'interno della cinta muraria cinquecentesca.
La cittadinanza di Padova sta da tempo discutendo sull'opportunità di disinterrare il primo tratto del canale, quello che scorre di fronte allo Stadio Silvio Appiani.